# Dario Nardella
Dario Nardella (Torre del Greco, 20 novembre 1975) è un politico italiano, sindaco di Firenze dal 2014 al 2024 e sindaco dell'omonima città metropolitana dal 2015 al 2024.
È stato anche deputato alla Camera per il Partito Democratico nella XVII legislatura fino all'elezione a sindaco.

## Biografia
Nasce a Torre del Greco, in provincia di Napoli, da genitori originari di San Marco in Lamis (in provincia di Foggia). Il padre, Umberto, è stato un docente di lingua e letteratura hindi e urdu presso l'Università degli Studi di Napoli "L'Orientale" fino al 2007 e autore di numerose monografie sulle culture e le lingue del sud-est asiatico. Trascorre gli anni dell'infanzia nella città campana e all'età di 14 anni si trasferisce a Firenze, dove nel 1994 ottiene la maturità scientifica presso il liceo scientifico G.B. Morgagni e nel 1998 si diploma in violino presso il conservatorio Luigi Cherubini di Firenze. Svolge fino al 2004 l'attività professionale musicale.
Nel 2001 si laurea in giurisprudenza presso l'Università degli Studi di Firenze con la votazione di 110 e lode, poi consegue un dottorato di ricerca in diritto pubblico e diritto dell'ambiente nella stessa università. È stato inoltre docente a contratto di legislazione dei beni culturali presso la medesima università.
Nel 2005 fonda con il prof. Enzo Cheli, il prof. Leonardo Morlino ed altri amici e colleghi universitari la Fondazione "Eunomia", che attualmente dirige.

## Carriera politica

### Gli inizi
Alle elezioni amministrative del 2004 viene eletto al consiglio comunale di Firenze, tra le file dei Democratici di Sinistra, entrando a far parte della 5ª Commissione Consiliare Cultura, Istruzione e Sport, diventandone Presidente. Tra il 2006 e il 2008 è stato inoltre consigliere giuridico del Ministro per le riforme istituzionali e i rapporti con il Parlamento Vannino Chiti, durante il secondo governo presieduto da Romano Prodi.
Alle successive amministrative del 2009 viene nuovamente eletto come consigliere comunale, entrando a far parte della giunta comunale di Matteo Renzi come vicesindaco, assumendo, in momenti diversi, le deleghe allo sviluppo economico, bilancio, lavoro, turismo, sport. Nel 2010 è stato nominato presidente del comitato promotore dei Campionati del mondo di ciclismo su strada 2013, che si sono poi svolti in Toscana dal 21 al 29 settembre del 2013.
Nel 2012 viene nominato presidente della Consulta nazionale dell'Associazione Nazionale dei Comuni Italiani (ANCI) per le attività produttive. Nello stesso anno ha sostenuto la mozione di Matteo Renzi alle primarie del centro-sinistra "Italia. Bene Comune" per la scelta del candidato alla Presidenza del Consiglio, contro la mozione dell'allora segretario del PD Pier Luigi Bersani.

### Elezione a deputato
A dicembre 2012 si è candidato alle primarie "Parlamentarie" indette dal PD per la scelta dei candidati parlamentari in vista delle successive elezioni politiche del 24-25 febbraio, risultando con 9.188 voti il secondo classificato nella provincia di Firenze, venendo candidato alla Camera dei deputati nella circoscrizione Toscana; Alle elezioni politiche del 2013 viene eletto deputato tra le liste del PD, presentando quindi il 28 febbraio 2013 le dimissioni da vicesindaco e assessore, dove al suo posto subentra Stefania Saccardi.
Nella XVII Legislatura è stato componente della Giunta delle elezioni, della 10ª Commissione Attività produttive, Commercio e Turismo, della 7ª Commissione Cultura, Scienze e Istruzione e della Commissione Politiche dell'Unione europea della Camera dei deputati. Come deputato ha firmato e promosso alcune iniziative legislative in settori competenza, come il disegno di legge di abolizione del finanziamento pubblico ai partiti "scegli tu", la nuova disciplina di realizzazione e ristrutturazione degli impianti sportivi, la salvaguardia e promozione dei negozi storici, gli incentivi alle imprese nel settore dell’innovazione tecnologica, la disciplina degli orari e delle festività nel settore del commercio.

### Sindaco di Firenze

#### Primo mandato
Il 17 febbraio 2014 Matteo Renzi, dopo aver ricevuto dal Presidente della Repubblica l'incarico di formare un nuovo governo e prima di dimettersi da sindaco di Firenze, nomina nuovamente Nardella assessore e vicesindaco, con il compito di guidare l'amministrazione fino alle elezioni naturali del successivo maggio 2014. Dopo aver votato la fiducia al governo Renzi, ha rassegnato le dimissioni dalla carica di deputato e si candida alle primarie del PD per la scelta del candidato sindaco di Firenze, vincendole il 23 marzo con l'82% dei voti. Il 24 marzo assume, in qualità di vicesindaco, le facenti funzioni di primo cittadino di Firenze fino alle imminenti elezioni amministrative.
Alle elezioni amministrative del 25 maggio 2014 si presenta appoggiato da una coalizione di centro-sinistra formata da: Partito Democratico, Italia dei Valori, Sinistra Comune, Popolari per Firenze e le liste civiche "Lista Nardella", "Sostieni Firenze" e "Firenze al Centro", dove ottiene il 59,15% dei voti al primo turno, diventando così ufficialmente sindaco di Firenze, insediandosi il 3 giugno. Il successivo 21 giugno viene eletto coordinatore ANCI per le città metropolitane e il 1º gennaio 2015 diventa sindaco della Città Metropolitana di Firenze.

#### Secondo mandato

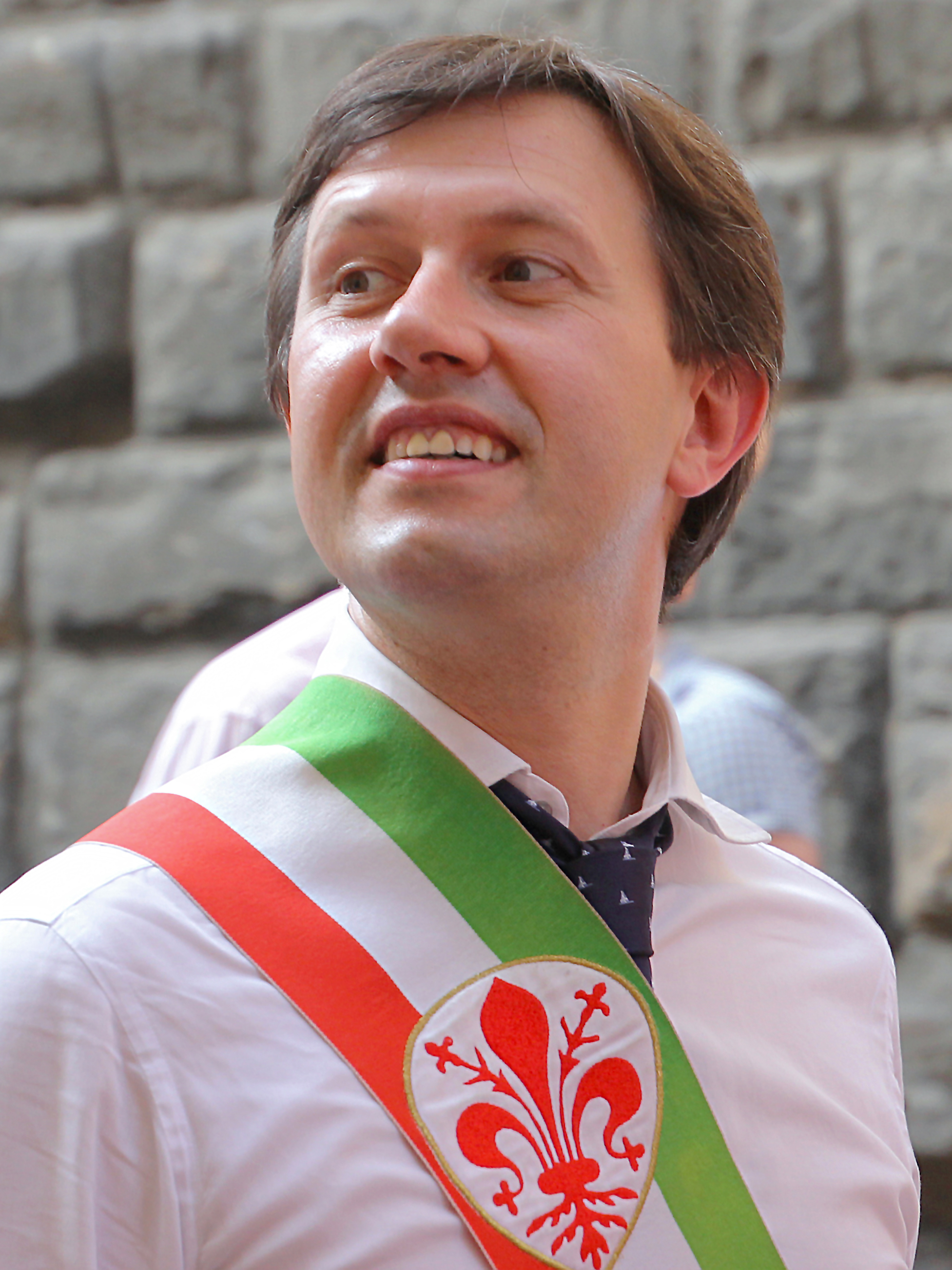
Dario Nardella con la fascia tricolore da sindaco di Firenze

Alle elezioni amministrative del 2019 si riconferma sindaco di Firenze al primo turno con il 57,05% dei voti, appoggiato dalle liste Partito Democratico, +Europa, Partito Socialista Italiano e Alternativa Popolare nella lista elettorale "Avanti Firenze", e in aggiunta le liste civiche "Nardella Sindaco", "Firenze + Verde" e "Sinistra Civica". Per la prima volta nella storia di Firenze da quando esiste l’elezione diretta, un sindaco viene eletto due volte al primo turno.
A novembre 2018 viene eletto vicepresidente di Eurocities, la più importante organizzazione di sindaci europei nata per portare all'attenzione dell'Unione Europea le necessità delle città in ambito economico, politico, sociale e culturale, per poi il 5 novembre 2020 venirne eletto Presidente. Nel luglio del 2019 viene insignito del titolo di ufficiale dell'ordine di Rio Branco per l'impegno dimostrato nel rafforzare i rapporti tra Firenze e Brasile in seguito alla missione istituzionale a Salvador Bahia del novembre 2017.
È stato inserito dall'OCSE, l'organizzazione mondiale per la cooperazione e lo sviluppo, nella Champions Mayors dove Firenze è stata indicata come esempio per le politiche di inclusione e innovazione sociale. Dal 26 gennaio 2022 è anche membro del Comitato europeo delle regioni.
All'interno del partito, come membro di diritto della Direzione nazionale PD, ha sostenuto in questi anni un maggior coinvolgimento dei territori e degli amministratori locali negli organi decisionali del partito.
Il 17 marzo 2023 interviene in prima persona - unitamente a due agenti della Polizia Municipale - a bloccare degli attivisti che, per una protesta ambientale, con due estintori stanno spruzzando una tinta arancione idrosolubile sul muro di Palazzo Vecchio, imbrattandolo. Nardella, che già si trovava poco distante per un sopralluogo ad alcuni restauri, interviene subito dopo, unitamente a tutti i restauratori che erano con lui con: ponteggi, spazzole, spugne e idranti, bagnando e ripulendo immediatamente la facciata.

#### Amministrazione della città
Nel corso della sua amministrazione ha portato avanti la partenza delle due linee della tramvia 2 e 3 che collegano l’aeroporto e l’ospedale di Careggi al centro di Firenze (opera in parte osteggiata dal suo predecessore), ha sdoganato il "diritto alla sicurezza", cercando di combattere la movida "selvaggia" in centro e adottando il daspo urbano per chi delinque. Inoltre la sua giunta ha investito nel verde pubblico, lo sviluppo economico e nelle opere pubbliche, come l’ampliamento dell’aeroporto di Firenze e la stazione Foster che dovrebbe permettere ai treni ad alta velocità di non attraversare la città e circolare sottoterra.
Durante il suo mandato Nardella si è reso protagonista di alcune soluzioni originali, come quella mirata ad evitare i bivacchi dei turisti, innaffiando d'acqua i sagrati delle chiese per scoraggiarli dal sedervisi sopra, così come le scalinate e le zone antistanti ai monumenti.

### Elezioni europee del 2024
Nel maggio del 2024, in occasione delle elezioni europee, Nardella viene candidato nella lista del PD per la circoscrizione centrale, risultando eletto con quasi 119.000 preferenze.